# Palicourea bella
Palicourea bella là một loài thực vật có hoa trong họ Thiến thảo. Loài này được (Standl.) Dwyer mô tả khoa học đầu tiên năm 1980.